# Auioni
Gli Auioni o Avioni (*Awioniz significa "popolo dell'isola") furono una delle tribù germaniche dedite al culto di Nerthus, secondo quanto detto da Tacito nel suo De origine et situ Germanorum. Probabilmente questa tribù abitava l'Öland.

## Descrizione di Tacito
Tacito parla di questo popolo definendolo difeso da fiumi e foreste:
(Tacito, De origine et situ Germanorum, XL, 1.)
Schütte sottolinea che vengono citati nel Widsith come Eowan. Non è solo il comune significato di "abitanti dell'isola" a farli associare all'isola di Öland (che significa "terra dell'isola"), ma anche il nome in antico inglese dell'isola, Eowland (citata da Wulfstan di Hedeby), "la terra degli Eowan".